# Тургенєвка (Синельниківський район)
Турге́нєвка — село в Україні, у Славгородській селищній територіальній громаді Синельниківського району Дніпропетровської області. Населення — 512 осіб (2001). До 2017 року орган місцевого самоврядування — Славгородська селищна рада

## Географія
Село Тургенєвка розташоване за 25 км від районного центру та 0,5 км від селища Славгород, на берегах річки Нижня Терса, нижче за течією за 0,5 км розташовані сусідні села Новоолександрівське та Третяківка. Через пролягає автошлях територіального значення Т 0445. Поруч пролягає залізниця, на якій розташований пасажирський зупинний пункт Нижня Терса. Найближча залізнична станція Славгород-Південний (за 1 км).

## Історія
Село засноване до 1932 року.
12 травня 2017 року, в ході децентралізації, Славгородська селищна рада об'єднана з Славгородською селищною громадою. 
12 червня 2020 року, відповідно до розпорядження Кабінету Міністрів України № 709-р від «Про визначення адміністративних центрів та затвердження територій територіальних громад Дніпропетровської області», увійшло до складу Славгородської селищної громади. 
19 липня 2020 року, в результаті адміністративно-територіальної реформи та ліквідації   Синельниківського (1923—2020) району, село увійшло до складу новоутвореного Синельниківського району. 

## Економіка
- ФГ «За мир».

## Об'єкти соціальної сфери
- Школа I—II ст.
- Амбулаторія.

## Пам'ятки
В селі знаходится меморіальний комплекс в пам'ять про полеглтх під час Другої світової війни. На стелі серед прізвищ загиблих викарбувано ім'я Героя Радянського Союзу Василя Адаменка, який загинув 1943 року.